# Sylver
Sylver (рус. Си́лвер) — бельгийская музыкальная группа, работающая в основном в стилях евро-транс и евроденс. Наиболее известны в России песни «Forgiven», «Losing My Religion» и «Turn the Tide». Вокалистка группы Сильви де Би, композитор и клавишник Вут ван Дессель. Продюсер Реги Пенкстен, также принимает участие в написании песен. С 2009 года в состав группы вошёл также английский гитарист Джон Майлз, ранее принимавший участие в другой популярной бельгийской евро-транс- и евроденс-группе Milk Inc. Джон также принимает участие в написании музыки и текстов песен.
Музыкальная карьера Сильви началась в 9 лет, когда она спела для популярного бельгийского сериала «De Kinderacademie» («Детская академия»). По бельгийским законам, дети до 16 лет не могут работать, поэтому Сильви не выступала до 16 лет, а позже она продолжила карьеру в группе «Lance».
Вут ван Дессель был одним из известнейших в Бельгии диск-жокеев. Играя музыку на танцполе одного из бельгийских клубов, он познакомился с Сильви.
Группа Силвер стала популярной не только в Бельгии. За время своего существования она ездила на гастроли в Северную Америку, Южную Африку, Азию, Скандинавию и Восточную Европу, в том числе и в Россию.

## История
Первоначально именовавшийся как «Liquid feat. Sylvie», этот бельгийский дэнс-проект был создан силами молодой, но уже опытной вокалистки по имени Silvy De Bie и двух известных саунд-продюсеров Wout Van Dessel и Regi Penxten, знаменитых своими успешными проектами: Milk Incorporated (Milk Inc.), DJ Wout, Jessy, Flesh & Bones, Aqualords и лейблом AGM. Дополняют состав группы Sylver две танцовщицы.
Sylver — это результат уникального, фантастического гибрида, где выдающиеся таланты: потрясающий женский вокал Silvy, лучший клубный диджей Бельгии DJ Wout, и лучший транс-продюсер в Европе Regi, объединились и сформировали неповторимый звук Sylver.
В 2001 году в Германии вышел дебютный альбом группы Sylver под названием «Chances», в который вошла хитовая песня «Turn the Tide». Песня заняла 8-е место в немецких хит-парадах, а через два месяца достигла второго места. В течение последующих 12 недель песня держалась в десятке. Альбом находился в сотне на протяжении 49 недель.
Второй альбом, «Little Things» (2003) был ничуть не менее успешным, а самыми яркими композициями из него стали «Livin' My Life» и «Why Worry».
2 ноября 2004 года группа выпустила третий альбом «Nighttime Calls». Главная тема альбома, «Love is an Angel», немедленно стала хитом и заняла место в бельгийской десятке. Летом 2006 года вышел альбом «Crossroads» с центральной темой «Lay All Your Love On Me», ставшей ярким кавером на старую песню группы ABBA.
Весной 2008 года группа приняла участие в конкурсе по созданию гимна Летних Олимпийских Игр 2008 в Пекине. Названием для песни, по условиям конкурса, стал девиз Игр — фраза «Один мир — одна мечта» (англ. One World, One Dream). Композиция вышла в Бельгии 5 июля 2008 года. Эта песня, вместе с другими 15 композициями, вошла в пятый альбом группы, «Sacrifice», ставший одним из наиболее успешных для группы, он достиг 3 позиции бельгийского чарта. Релиз альбома состоялся 7 мая 2009 года. Самым успешным синглом с этого альбома стала песня «Foreign Affair», ремейк популярной композиции Майка Олфилда 1983 года. В национальном чарте Бельгии композиция достигла третьей строчки (лучшее достижение с 2001 года).
В 2010 году группа отметила своё 10-летие большим концертом, который состоялся 27 марта в помещении крупнейшего стадиона Антверпена — Lotto Arena. К своему десятилетию группа выпустила альбом «Decade», в который вошли как лучшие хиты, так и новые песни. Также Sylver выпустила новую версию их самого первого сингла, «Turn the Tide».
Sylver отправляются в мировой тур, в рамках которого обещают выступить и в России.
В 2011 и в 2012, синглы «Stop Feeling Sorry» и «City Of Angels» были выпущены как одиночные синглы. Эти два сингла являются последними песнями группы, с вокалисткой Silvy De Bie.
В начале 2014 года Silvy покидает группу, оставив группу без вокалистки и неопределенное будущее, что вынуждает пока оставаться группе на временной паузе.
Весной 2016 года группа официально заявила о своём воссоединении и приступила к записи нового материала.

## Дискография
| - 2001 — Chances - 2003 — Little Things - 2004 — Nighttime Calls - 2006 — Crossroads - 2009 — Sacrifice - 2007 — Best Of — The Hit Collection 2001—2007 - 2010 — Decade — The Very Best of Sylver - Turn the Tide (2000) - Skin (2001) - Forever In Love (2001) - In Your Eyes (2001) - Forgiven (2001) - Livin' My Life (2003) - Why Worry (2003) - Shallow Water (2003) - Wild Horses (2003) - Love Is an Angel (2004) - Make It (2005) - Take Me Back (2005) - Lay All Your Love on Me (2006) - Why (2006) - One World One Dream (2008) - Rise Again (2008) - I Hate You Now (2009) - Foreign Affair (2009) - Music (совместно с John Miles) (2009) - Turn the Tide 2010 (2010) - City of Angels (2012) | - «Turn the Tide» (2000) - «Skin» (2001) - «Forever In Love» (2001) - «In Your Eyes» (2001) - «Forgiven» (2001) - «The Smile Has Left Your Eyes» (2002) - «Livin' My Life» (2003) - «Why Worry» (2003) - «Shallow Water / Confused» (2003) - «Wild Horses» (2003) - «Lonely Christmas» (Only Single) (2003) - «Love Is an Angel» (2004) - «Make It» (2005) - «Take Me Back» (2005) - «Lay All Your Love on Me» (2006) - «One Night Stand» (2006) - «Why» (2006) - «The One» (2007) - «One World One Dream» (2008) - «Rise Again» (2008) - «I Hate You Now» (2009) - «Foreign Affair» (2009) - «Music» (совместно с John Miles) (2009) - «It’s My Life» (2010) - «Turn the Tide 2010» (2010) - «Stop Feeling Sorry» (2011) - «City of Angels» (2012) - «Turn Your Love Around» (2017) - «I Won’t Wait» (2019) - «Love Don’t Come Easy» (2009) - «Selfish» (2011) - «Without You» (совместно с David Latour) (2012) - «You Raise Me Up (Peter Pan: The Never Ending Story)» (2012) - «Straight Up» (2013) - «What’s the Time In Tokyo» (2014) |